# Akysis fuliginatus
Akysis fuliginatus — вид риб з роду Akysis родини Akysidae ряду сомоподібні. Видова назва походить від латинського слова fuliginosus, тобто «закопчений».

## Опис
Загальна довжина сягає 2,2 см. Голова широка, сплощена зверху. Очі невеличкі, відстань між ними 41,7-45,5 % довжини голови. Ніздрі маленькі. Рот розташовано трохи попереду або по середині нижньої частини голови. Є 4 пари вусів помірної довжини. Тулуб відносно товстий. Скелет складається з 32 хребців. У спинному плавці є 2 колючих і 5 м'яких променів, в анальному — 10 м'яких променів. Жировий плавець становить 15,1-19,5 % загальної довжини тіла. Грудні плавці витягнуті. Хвостовий плавець усічений.
Забарвлення практично повністю темно-коричневе, нагадуючи копчену рибу. Звідси походить назва цього сома.

## Спосіб життя
Біологія вивчена недостатньо. Є демерсальною рибою. Воліє до прісної води. Зустрічається у невеликих струмках з піщано-кам'янистим дном і швидкою течією. Велике скупчення буває серед коренів маргінальної рослинності.

## Розповсюдження
Мешкає в басейні річки Меконг на території Камбоджі.